# Sergio Doplicher
Sergio Doplicher (né le 30 décembre 1940) est un physicien mathématicien italien, qui s'est principalement occupé des fondements mathématiques de la théorie quantique des champs et de la gravité quantique.

## Biographie
Sergio Doplicher est diplômé en physique à l'Université La Sapienza de Rome en 1963 sous la direction de Giovanni Jona-Lasinio. De 1976 à 2011, il est professeur titulaire  de mécanique quantique au département de mathématiques de l'Université La Sapienza, où il prend sa retraite en 2011 en tant que professeur émérite.
Il est connu pour ses recherches basées sur les axiomes de Haag-Kastler et pour sa collaboration avec Rudolf Haag. Avec John E. Roberts et Haag, il examine les règles de supersélection dans la théorie algébrique des champs quantiques, fournissant la première preuve du théorème de spin-statistique entièrement basé uniquement sur les premiers principes. Doplicher et Roberts prouvent également un théorème de reconstruction pour l'algèbre des champs quantiques et le groupe compact des symétries internes globales à partir de l'algèbre des observables. Dans d'autres collaborations, Doplicher étudie les aspects locaux des règles de sursélection. Après avoir introduit la propriété scindée, il dérive des algèbres actuelles exactes et une forme faible d'un théorème de Noether quantique.
Plus tard dans sa carrière, Doplicher traite des fondements mathématiques de la gravité quantique en termes de structure quantique de l'espace-temps à l'échelle de Planck,,. Il aborde également le problème de la mesure en physique quantique locale.
Il est l'auteur du premier article du premier numéro de la revue scientifique Communications in Mathematical Physics .
Doplicher est conférencier invité au Congrès international des mathématiciens à Kyoto en 1990. Il reçoit en 2004 le prix Humboldt et en 2011 le prix national italien Presidente della Repubblica de l'Académie des Lyncéens. En 2013, il est élu membre de l'American Mathematical Society et en 2019 membre de l'Academia Europaea.